# جيوفانا تشافيس
جيوفانا تشافيس (بالبرتغالية: Giovanna Jurega‏) هي مغنية برازيلية، ولدت في 4 ديسمبر 2001 في ساو باولو في البرازيل.

## وصلات خارجية
- الموقع الرسمي
- جيوفانا تشافيس على موقع IMDb (الإنجليزية)
- جيوفانا تشافيس على موقع قاعدة بيانات الفيلم (الإنجليزية)